# Virus de l'encefalitis de la vall de Murray
L'encefalitis de la vall del riu Murray és una infecció vírica transmesa per mosquits, causada pel MVEV (virus de l'encefalitis de la vall de l'Murray), un membre del gènere Flavivirus, de la família Flaviviridae, els primers casos es van produir els anys 1917 i 1918.